# Éver Alfaro
Éver Antonio Alfaro Víquez (Grecia, 1 de octubre de 1982) es un exfutbolista costarricense. Jugó como delantero y su último equipo fue el Municipal Grecia durante su estadía en Segunda División de Costa Rica.

## Clubes
| Club                      | País       | Año         |
| ------------------------- | ---------- | ----------- |
| Pérez Zeledón             | Costa Rica | 2003 - 2005 |
| Herediano                 | Costa Rica | 2005 - 2006 |
| Deportivo Saprissa        | Costa Rica | 2006 - 2009 |
| Universidad de Costa Rica | Costa Rica | 2009 - 2010 |
| Pérez Zeledón             | Costa Rica | 2010        |
| Atlante                   | México     | 2011        |
| Belén Bridgestone FC      | Costa Rica | 2011        |
| Mérida FC                 | México     | 2012        |
| Belén Bridgestone FC      | Costa Rica | 2013        |
| Carmelita                 | Costa Rica | 2013        |
| Municipal Grecia          | Costa Rica | 2014 - 2017 |

## Palmarés

### Títulos nacionales
| Título                         | Equipo             | País       | Año     |
| ------------------------------ | ------------------ | ---------- | ------- |
| Primera División de Costa Rica | Deportivo Saprissa | Costa Rica | 2007    |
| Primera División de Costa Rica | Deportivo Saprissa | Costa Rica | 2007    |
| Primera División de Costa Rica | Deportivo Saprissa | Costa Rica | 2008    |
| Primera División de Costa Rica | Deportivo Saprissa | Costa Rica | 2008    |
| Segunda División de Costa Rica | Municipal Grecia   | Costa Rica | 2016-17 |

### Títulos internacionales
| Título               | Equipo                  | Sede      | Año  |
| -------------------- | ----------------------- | --------- | ---- |
| Copa Centroamericana | Selección de Costa Rica | Guatemala | 2005 |

### Goles con la Selección Nacional
| Gol | Fecha                 | Sede                                        | Oponente | Marcador | Resultado | Competencia |
| --- | --------------------- | ------------------------------------------- | -------- | -------- | --------- | ----------- |
| 1.  | 16 de febrero de 2005 | Estadio Eladio Rosabal, Heredia, Costa Rica | Ecuador  | 1 - 0    | 1 – 2     | Amistoso    |